# Пандия (спутник)
Панди́я — внешний малый спутник Юпитера.

## Открытие
Был обнаружен Скоттом Шеппардом и его командой в 2017 году. Сообщение об открытии сделано 17 июля 2018 года. В соответствии с номенклатурой МАС спутнику было дано временное название S/2017 J 4.
25 сентября 2018 года открытие было признано МАС и спутник получил постоянный номер Jupiter LXV, но так и остался безымянным. В феврале 2019 года первооткрыватели организовали в Твиттере сбор предложений по наименованию открытых ими спутников.
20 августа 2019 года спутник получил имя в честь Пандии — дочери Селены и Зевса, богини полной луны из древнегреческой мифологии.

## Орбита
Спутник соверщает полный оборот вокруг Юпитера примерно за 252 дня. Большая полуось около 11,5 миллионов километров. Наклон орбиты — около 28,15°. Пандия относится к группе Гималии.

## Физические характеристики
Диаметр составляет около 3 километров, масса — примерно 15 миллиардов тонн.